# مارك بريتشر
مارك ستيفن بريتشر (بالإنجليزية: Mark Bretscher)‏ (وُلِدَ في كامبريدج، إنجلترا، 8 يناير 1940) هو عالم بيولوجي بريطاني وزميل في الجمعية الملكية. وهو يَعمل في مجلس البحوث الطبية لِعلم الأحياء الجُزيئية في كامبريدج/المملكة المتحدة. وهو يَدرس حاليًا كَيفية تَرحيل الخلايا الحيوانية.
تَلقى مارك تَعليمَه في مَدرسة أبنغدون من عام 1950-1958، تلاها كلية غنفيل وكيوس، وجامعة كامبريدج في عام 1958. وكان بروفيسور زائر في الكيمياء الحيوية والبيولوجيا الجزيئية في جامعة هارفارد (1974-1975) وزميل جمعية إليانور روزفلت، وبروفيسور زائِر في جامعة ستانفورد (1984-1985). كان رئيسًا لِقسم البيولوجيا الخلوية، ومختبر MRC للبيولوجيا الجزيئية في جامعة كامبريدج، وانتُخِب زَميلاً للجمعية الملكية في عام 1985.
تَكمُن مُساهمات مارك الرَّئيسية في مَجالات آلية التركيب الحيوي للبروتين في بنية الأغشية الخلوية (وخاصة خلايا الدم الحمراء البشرية)، وفي كَيفيّة تَحرك الخلايا الحيوانية. كان البَطل الرئيسي لِمُخطط تَدفق الغِشاء لِتَحرك الخلية، الذي يَقوم إلى حد كَبير بِتَشكيل الغِطاء. باستخدام الأميبا ديستوستيليوم ديسكوديوم كَحيوان لِلدراسة، وقد حَدد الجينين الأولين المَطلوبين لِمنتجات البروتين لترحيل الحيوان.
كانَ والدُه ايغون بريتشر الفيزيائي النووي وزوجته باربرا بيرس (عالمة أحياء). حيث يسرد هواياته بما يأتي «المشي، وصنع البيئات البرية، صور البورتريت الإنجليزية والأثاث».

## روابط خارجية
- Mark S. Bretscher page at Laboratory of Molecular Biology[وصلة مكسورة]
- Mark S. Bretscher. Curriculum Vitae
- Obituary of فرنسيس كريك, The Independent[وصلة مكسورة]
- Obituary of فرنسيس كريك by Mark Bretscher and بيتر أنتوني لورانس, "Current Biology".

## كتب تحتوي على مراجع لمارك بريتشر
- John Finch; 'A Nobel Fellow On Every Floor', Medical Research Council 2008, 381 pp, (ردمك 978-1-84046-940-0); this book is all about the MRC Laboratory of Molecular Biology, Cambridge.
- Robert Olby; 'Francis Crick: Hunter of Life's secrets', Cold Spring Harbor Laboratory Press 2009, 537pp, (ردمك 978-0-87969-798-3).
- Matt Ridley; 'Francis Crick: Discoverer of the Genetic Code', Harper Collins 2006, 224pp, (ردمك 978-0-06-082333-7).